# Forplantningen
|  | Denne artikel er oprettet af botten Steenthbot ud fra en ekstern database. Den kan derfor have sproglige fejl eller mangler. Denne skabelon kan fjernes efter kontrol af indholdet. |

Forplantningen er en dansk dokumentarfilm fra 1974 instrueret af Flemming la Cour.

## Handling
Seksualundervisningsmateriale.